# هنر سیر و سفر
هنر سیر و سفر برگردانی است از کتابی به نام The art of travel اثر آلن دو باتن نویسنده سوئیسی، از زبان انگلیسی به پارسی، به کوشش گلی امامی.

## موضوع کتاب
در این کتاب دو باتن با سبکی شخصی تر، به روانشناسی سفر می‌پردازد: چطور مکانها را قبل از این که ببینیم تصور می‌کنیم؟، چطور چیزهای زیبا را به یاد می‌آوریم، وقتی به صحرایی نگاه می‌کنیم یا وارد هتلی می‌شویم یا به روستائی می‌رسیم چه اتفاقی در ما می‌افتد؟